# Körkarlen (film, 1921)

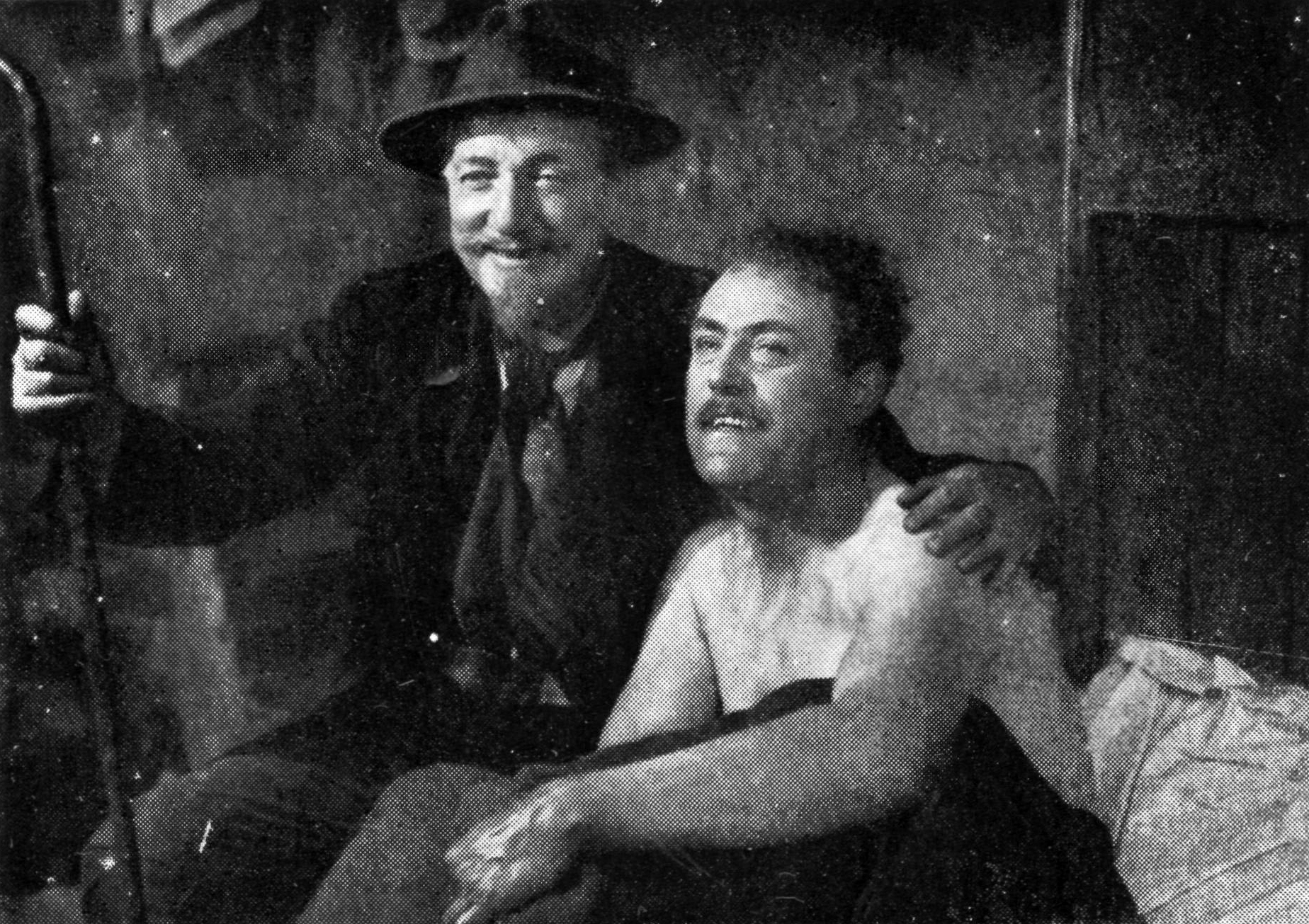
Tore Svennberg och Victor Sjöström i Körkarlen.

Körkarlen är en svensk dramafilm från 1921 i regi av Victor Sjöström. Filmen är baserad på Selma Lagerlöfs roman Körkarlen från 1912. I huvudrollerna ses Victor Sjöström, Hilda Borgström, Astrid Holm och Tore Svennberg. Fotograf var Julius Jaenzon.

## Handling
Den försupne David Holm är på väg mot undergången, men får besök av körkarlen (Dödens tjänare som hämtar upp alla avlidna) och får på så vis se vad hans handlingar fått för konsekvenser. 

## Rollista i urval
- Victor Sjöström – David Holm
- Hilda Borgström – Anna Holm, hans fru
- Tore Svennberg – Georges, Davids vän, körkarl
- Astrid Holm – syster Edit, slumsyster
- Concordia Selander – Edits mor
- Lisa Lundholm – syster Maria, slumsyster
- Einar Axelsson – Davids yngre bror
- Nils Arehn – fängelsepredikanten
- Olof Ås – den första körkarlen
- Tor Weijden – Gustafsson, frälsningssoldat
- Simon Lindstrand – Davids supkamrat på kyrkogården
- Nils Elffors – Davids supkamrat på kyrkogården
- Josua Bengtson – ena kortspelaren
- Bror Berger – andra kortspelaren
- Algot Gunnarsson – en arbetare på krogen
- Hildur Lithman – arbetarhustrun på krogen
- Emmy Albiin – kvinna med lungsot
- Mona Geijer-Falkner – servitris på krogen
- Helga Brofeldt – servitris på krogen
- Signe Wirff – servitris på krogen
- Anna-Lisa Baude – frälsningssoldat med gitarr i sångkören
- Arthur Natorp – frälsningssoldat vid välkomstmötet
- Erik Bergman – frälsningssoldat vid välkomstmötet
- Björn Halldén – äldre flintskallig man på bänken bakom David Holms vid välkomstmötet
- Elof Ahrle – ung man på Frälsningsarméns välkomstmöte
- Edvin Adolphson – en man med mustasch på krogen
- John Ekman – en poliskonstapel

## Tillkomst
Filmen bygger på Selma Lagerlöfs roman Körkarlen. Det var en i raden av Sjöströms filmatiseringar av Lagerlöf under vad som ibland kallas den svenska stumfilmens guldålder. Den spelades in mellan den 18 maj och slutet av juli 1920 i och omkring Filmstaden i Råsunda nuvarande Solna kommun.

## Visningar
Körkarlen hade premiär nyårsdagen 1921.
År 2007 gav Svensk Filmindustri och Stiftelsen Svenska Filminstitutet ut DVD-boxen Svenska stumfilmsklassiker där denna film ingår. Utgångsmaterialet till denna utgåva av Körkarlen är en inkomplett svensk nitratkopia och en inkomplett färgtintad engelsk nitratkopia som 1975 användes till att göra ett nytt duplikatnegativ. Musiken är komponerad av Matti Bye och framfördes första gången i mars 1998 då filmen visades på Cinemateket i ett arrangemang under Stockholm Kulturhuvudstad '98.
Körkarlen visades i SVT2 på nyårsdagen 2021, exakt hundra år efter filmens premiär.

## Mottagande
Mottagandet var omedelbart mycket positivt. Rl på Folkets Dagblad Politiken kallade vid premiären Körkarlen för "den svenska filmkonstens i flera avseenden starkaste verk hittills, överlägset alla och oerhört överlägset de flesta tidigare svenska filmalster samt i konstnärlig utformning och i verkan på åskådaren minst fullt jämbördigt med vilket utländskt slagnummer det vara må". Svenska Dagbladets skribent Quelqu'une skrev om filmens realistiska stil: "Man letar förgäves efter överdrifter, banala teatereffekter, onödigt drastiska moment i spel, maskering och iscensättning; allt är äkta, storartat i sin helgjutenhet och framställt med en beundransvärd säkerhet i blick och grepp".

## Eftermäle
Ingmar Bergman var en stor beundrare av Körkarlen vilket bland annat lämnat spår i hans egen film Smultronstället. Enligt Bergman hade Körkarlen för honom "betytt mest av alla filmer". Bergman skrev vidare om filmen:
Jag såg den första gången då jag var femton år. Numera ser jag den minst en gång varje sommar antingen ensam eller tillsammans med yngre personer. Jag ser tydligt hur Körkarlen ända in i minsta detalj har påverkat min yrkesutövning.
I en av scenerna i filmen hugger huvudpersonen David Holm sig igenom en låst dörr med en yxa. Den scenen, eller möjligtvis en liknande scen i D.W. Griffiths Broken Blossoms, kopierade regissören Stanley Kubrick nästan rakt av i sin skräckfilm The Shining, där huvudpersonen Jack Torrence (spelad av Jack Nicholson) hugger sig igenom en låst dörr.
År 2012 och 2022 utsågs Körkarlen till den bästa svenska filmen någonsin i filmtidskriften FLM:s kritikeromröstning.